# 警報 (気象庁)
警報（けいほう）とは、暴風、大雨、大雪などの重大な災害が起こるおそれがある場合に、気象庁（各気象台）が警戒を呼び掛けるために発表する予報。一般に発表される警報のうち、気象に関するものは暴風、暴風雪、大雨、大雪、高潮、波浪、洪水の7種。いずれも下位に注意報があり、洪水以外の6種は上位に特別警報がある。
警戒レベルでは大雨警報および洪水警報は警戒レベル3（高齢者等避難）、高潮警報は警戒レベル4（速やかに全員避難）にそれぞれ相当し、避難指示などの目安となる。
本項目では、一般利用のための警報のほか、気象業務法が規定する警報全般、特定業務・用途のための警報を解説する。地震の警報（緊急地震速報）、火山の警報（噴火警報）、津波警報の詳細はそれぞれの項目を参照。

## 定義と区分
| 名称                                                  | 名称   | 名称     | 定義                                                                                         | 準拠法規  |
| ----------------------------------------------------- | ------ | -------- | -------------------------------------------------------------------------------------------- | --------- |
| 予報                                                  | 予報   | 予報     | 観測の成果に基く現象の予想の発表                                                             | 法2条6項  |
|                                                       | 注意報 | 注意報   | 災害の起こるおそれがある旨を注意して行う予報                                                 | 施行令4条 |
|                                                       | 警報   | 警報     | 重大な災害の起こるおそれがある旨を警告して行う予報                                           | 法2条7項  |
|                                                       |        | 特別警報 | 予想される現象が特に異常であるため重大な災害の起こるおそれが著しく大きい旨を警告して行う警報 | 法13条の2 |
| 注:「法」は気象業務法、「施行令」は気象業務法施行令。 |        |          |                                                                                              |           |

日本における気象業務は気象業務法に定められており、「警報」は「重大な災害の起るおそれのある旨を警告して行う予報」と定義されている。気象庁には、業務として気象、地象、海象の予報や警報を行う責務があり、同法と関連する規定はその種類および、伝達や周知について、気象庁以外による警報の制限などを定めている。
警報には、一般利用のための警報と特定業務・用途（航空機、船舶、水防活動）のための警報がある。
警報の区分は気象業務法施行令と気象庁予報警報規定にまたがって定められ、またいくつかの警報は実務上独立して発表せず他の警報に含められている。一般向けの警報は施行令に9つ定められているが、予報警報規定にはそれを組み替えた10種類の警報が定められている。そのうち3つは地震・火山・津波に対するものなので、実際に発表される一般利用のための気象に関する警報は暴風、暴風雪、大雨、大雪、高潮、波浪、洪水の7種類である（2022年時点）。
| 一般の利用に適合する警報（施行令第4条）（実際に発表される警報とは異なる） | |
| 種類                                                                      | 説明 |
| 気象警報                                                                  | 暴風雨、暴風雪、大雨、大雪等による重大な災害の警告。実際には現象名を冠した、暴風、暴風雪、大雨、大雪の4種類に区分（予報警報規定第11条）。      |
| 地震動警報                                                                | 地震動による重大な災害の警告。発生した断層運動による地震動に限る。緊急地震速報として発表されている。                                           |
| 火山現象警報                                                              | 噴火、降灰などによる重大な災害の警告。現在は噴火警報のみが運用されている。火山ガス予報、降灰予報は予報として発表されており、警報レベルがない。 |
| 土砂崩れ警報                                                              | 大雨、大雪等に伴う山崩れ、地滑り等による重大な災害の警告。実際には大雨警報に含められる。(2023年＜令和5年＞11月30日、地面現象警報から名称変更)  |
| 津波警報                                                                  | 津波による重大な災害の警告。 |
| 高潮警報                                                                  | 台風などによる海面の異常な上昇（高潮）による重大な災害の警告。                                                                                 |
| 波浪警報                                                                  | 風浪やうねりによる重大な災害の警告。 |
| 浸水警報                                                                  | 浸水による重大な災害の警告。実際には大雨警報に含められる。                                                                                     |
| 洪水警報                                                                  | 洪水による重大な災害の警告。 |

特定業務・用途のための警報として気象庁の責務に規定されているのは、航空機向け、船舶向け、および水防活動向けの3種。前2つは国際航行に関わることから世界気象機関(WMO)、国際民間航空機関(ICAO)や国際海事機関(IMO)の国際規格に適合する形で行われている。なお鉄道、電気などその他の特定事業向けの予報・警報の規定もあるが責務ではなく、予報は提供しているものの警報はない。
| 航空機の利用に適合する警報（施行令第5条）（実際に発表される警報とは異なる） | |
| 種類                                                                        | 説明 |
| 飛行場警報                                                                  | 公共の用に供する飛行場およびその付近（おおむね半径5海里（9km））を対象とする、気象、地象、津波、高潮、波浪に関する警報。                                                                        |
| 空域警報                                                                    | 国土交通省令で定める空域を対象とする、気象および火山現象に関する警報。実務上は空域悪天情報（SIGMET）や航空路火山灰情報（VAA）で代用されているが、これは警報に相当する内容を含まないこともある。 |

| 船舶の利用に適合する警報（施行令第5条）（実際に発表される警報とは異なる） | |
| 種類                                                                      | 説明 |
| 海上警報                                                                  | 国土交通省令で定める海域を対象とする、船舶の運航に必要な、海上の気象、火山現象、津波、高潮、波浪に関する警報。全般海上警報、地方海上警報、津波に関する海上警報がある。 |

水防活動向けの警報は気象業務法及び水防法が定めるもので、気象庁が単独または河川管理者（国土交通省または都道府県）との協定により指定した河川について共同で発表する。この区分として施行令に4種類定められているが、予報警報規定により一般向けの各警報を以って代用されている。洪水警報は、主に一級河川において別途発表される指定河川洪水予報と連動しており、それ以外の中小河川では、河川ごとに洪水予報を個別に発表することが難しいためその地域の洪水警報を以って代用する。
| 水防活動の利用に適合する警報（施行令第6条）（実際に発表される警報とは異なる） |                                                                                                |
| 種類                                                                          | 説明                                                                                           |
| 水防活動用気象警報                                                            | 暴風雨、大雨による重大な水害の警告。大雨警報により代用される（予報警報規定第16条、以下同じ）。 |
| 水防活動用津波警報                                                            | 津波による重大な災害の警告。津波警報により代用される。                                         |
| 水防活動用高潮警報                                                            | 台風などによる海面の異常な上昇（高潮）による重大な災害の警告。高潮警報により代用される。       |
| 水防活動用洪水警報                                                            | 洪水による重大な災害の警告。洪水警報により代用される。                                         |

- 地震・火山が警報の対象に加えられたのは2007年の法改正で、それまでの火山情報（火山活動度レベル）などは警報でも予報でもない情報提供の位置付けだった[11]。
- 2025年4月25日、噴火に伴い多量の火山灰が降ることを想定し「火山灰警報・注意報」の導入を検討していると発表された[12]。

## 一般に発表される警報
2022年時点
| 種類 | 説明 | 注意報等の有無※1 | 注意報等の有無※1 | 注意報等の有無※1 |
| 気象災害 | 気象災害 | 気象災害         | 気象災害         | 気象災害         |
| --- | --- | ---------------- | ---------------- | ---------------- |
| 暴風警報 | 暴風による重大な災害の警告。風速が陸上で20m/s前後、海上で25m/s前後を基準としている地域が多い。 | ○                | ○                | ○                |
| 暴風雪警報 | 雪を伴った暴風による重大な災害の警告。雪を伴うことによる視程障害（吹雪）への注意喚起も内容に含まれる。風速が陸上で20m/s前後、海上で25m/s前後を基準としている地域が多い。 ※2 | ○                | ○                | (○)              |
| 大雨警報 | 大雨による、がけ崩れ、土石流、地滑りなどの土砂災害や、低い土地の浸水・冠水、下水道の溢水などの重大な災害の警告。表題に「土砂災害」か「浸水害」のどちらか、あるいはその両方が括弧書きで付記される。直近の雨が地中に残り土砂災害の危険性が続いているときなどは雨がやんでもしばらく解除されない。 大雨警戒レベル3相当。 | ○                | ○                | ○                |
| 大雪警報 | 大雪による建物被害や交通障害などの重大な災害の警告。 | ○                | ○                | ○                |
| 高潮警報 | 台風や低気圧などによる海面水位の異常な上昇（高潮や異常潮位）が引き起こす、海岸付近の低い土地の重大な浸水災害の警告。 高潮警戒レベル4相当。 | ○                | ○                | ○                |
| 波浪警報 | 高い波による遭難や沿岸施設の被害などの重大な災害の警告。 | ○                | ○                | ○                |
| 洪水警報 | 大雨や長期間の雨、融雪による、河川の増水、堤防やダムが破堤損壊・溢水（氾濫）し低い土地にあふれ出す重大な洪水災害の警告。予報区内にある河川を包括的に対象として発表される。なお大きな河川では、連動して指定河川洪水警報が発表される。 洪水警戒レベル3相当。                                                           | ×                | ○                | ×                |
| ※1 暴風雪の注意報は「風雪注意報」、暴風の注意報は「強風注意報」。暴風雪の早期注意情報は暴風に含められる。 ※2 暴風雪警報には暴風警報の警戒事項が含まれる。 | ※1 暴風雪の注意報は「風雪注意報」、暴風の注意報は「強風注意報」。暴風雪の早期注意情報は暴風に含められる。 ※2 暴風雪警報には暴風警報の警戒事項が含まれる。 | 特別警報         | 注意報           | 早期注意情報     |

注意報のうち、濃霧・雷・乾燥・なだれ・着氷・着雪・霜・低温・融雪の9種については、対応する警報が存在しない。これらの現象については、被害が局所的なものにとどまったり、あまり大きな災害をもたらすものでなかったりするためと考えられる。
| 種類         | 説明 | 特別警報・注意報の有無         |
| 地震災害     | 地震災害 | 地震災害                       |
| ------------ | --- | ------------------------------ |
| 緊急地震速報 | 地震動による重大な災害の警告。発生した断層運動による地震動に限る。最大予想震度が5弱以上となるときに予想震度4以上の地域を対象に発表される緊急地震速報（「一般向け」および、この基準に達した「高度利用者向け」）がこれに該当する。 | 特別警報級も同名 注意報なし    |
| 火山災害     | |                                |
| 噴火警報     | 噴火による重大な災害の警告。日本国内108の活火山すべてを対象とするが、特に地元自治体との調整がなされた火山については入山規制や避難の必要性が噴火警戒レベルで表示される。                                                          | 特別警報級も同名 注意報なし    |
| 津波災害     | |                                |
| 津波警報     | 津波による重大な災害の警告。津波予報も参照。 | 特別警報:大津波警報 津波注意報 |

## 対象区域と発表機関
警報・注意報の対象区域の区分は2010年5月から、原則として市町村を単位として、一部では市町村内を分割して設定された区域、また東京23区は各特別区を単位としている。予報区としては府県予報区やそれを分割した一次・二次細分区域が定められている（気象庁 「警報・注意報や天気予報の発表区域」参照）。
なお、東京都小笠原村は長らく注意報の対象ではなかったが、人が居住している父島・母島とその周辺海域に限り2008年3月26日から開始されている。
警報・注意報は、担当気象官署である地方気象台（一部は測候所が分担）・管区気象台が発表する。

## 基準
具体的な単位時間当たりの降水量、風速などの気象要素、それらの複合指標を数値化して予め基準を定めている。地理的な特性、過去の災害事例や観測値などが考慮され、地域により差がある。概ね類似した基準だが、大雨や洪水、高潮などは市町村等ごとに土壌雨量指数や潮位などが細かく設定されている。
表題ごとに基準は過去に何度か全面的に改正されている。2010年5月からは大雨警報の土砂災害基準で24時間雨量に代えて土壌雨量指数、洪水警報で流域雨量指数、2017年からは大雨警報の浸水害基準で1時間・3時間雨量に代えて表面雨量指数という複合指標をそれぞれを導入。警報の効果低下を招く空振りを低減する精緻化を図り、また同時期に危険度分布（キキクル）の提供を開始した。
なお、直前に地震（おおむね震度5強以上）・火山噴火が発生したり、豪雨に起因する大規模な災害があったなどの状況に応じて、基準が引き下げられる場合がある。

## 伝達
警報が発表された場合、国・地方自治体の機関、さらには個々の住民などは災害の発生に備えて要員の出動、高齢者等避難や避難指示、通行制限、危険箇所からの退避などの防災対応を行う必要がある。このため、気象庁の発表した警報についてはその解除も含めて以下のように通知・周知の徹底を図るための伝達系統が制度化されており防災対応の迅速かつ確実な実施を支援するようになっている（気象業務法第15条、同法施行令第7条）。
- 警察庁の機関・都道府県警察（火山現象・津波の各警報）

→関係市町村長→公衆・所在の官公署
- 国土交通省の航空交通管制機関（飛行場警報・空域警報）

→航行中の航空機
- 国土交通省の河川管理機関（水防活動用各種警報）

決まった周知先はないが、各種の水防活動のトリガーとなる。気象警報が発表された場合、防災の観点から河川に限らず地方整備局に所属する該当地域の各河川や国道事務所が特別体制に入るケースが多い。
- 海上保安庁（気象・高潮・波浪・火山現象・津波・海上の各警報）

→航海中および入港中の船舶
- 都道府県知事（気象・高潮・波浪・火山現象・津波・土砂崩れ・洪水の各警報、水防活動用各種警報、共同洪水警報）

→関係市町村長→公衆・所在の官公署
- NTT東日本・西日本（同上）

→関係市町村長→公衆・所在の官公署
- NHK（気象・高潮・波浪・地震動・火山現象・津波・土砂崩れ・洪水の各警報）

→公衆（放送の義務）
主な伝達手段としてテレビ放送やデータ放送、ラジオ放送、インターネットが挙げられる。スマートフォンアプリ、登録型メールなどもある。
技術的には、気象庁から各専門機関や自治体へ、ADESS（アデス）と呼ばれるシステムを起点にして、直接あるいは気象業務支援センターを通じて、電文データとして配信される。データは統一した気象庁XML形式で、その他の防災気象情報も同様。古く電報の流れを汲んでテキスト（文章、平文）形式である2バイト文字のかな漢字形式の時代が続いていたが、2011年にXML形式が開始し、2018年にはかな漢字形式が廃止された。
市民への伝達手段が乏しかった時代には日常の天気予報を含めて旗や吹き流し、色灯、鐘、サイレンによる周知が行われていて、その様式を示す信号標識が定められていた。現在でも、津波のように突発的な災害ではサイレンは有効な周知手段のひとつである。
また、気象業務法以外にも災害対策基本法やこれに基づく地域防災計画などにおいて官民の各機関が災害の発生の危険を周知する活動のひとつとして、気象庁の警報を伝達する手続が定められている（後述）。
船舶向け海上警報は、GMDSS規格の海上保安庁の無線システムや気象庁の船舶気象無線・気象無線模写通報(JMH)・インターネットを通じ伝達される。
航空機向け飛行場警報・空域警報は、国土交通省航空局経由や気象庁の東京VOLMET放送を通じ伝達される。

## 警報の独占
気象業務法第23条により、気象庁以外の者が警報を行うことは禁じられており、情報が錯綜することによる防災対応上・公安上の混乱を防止している。これと同様の規制はアメリカにおけるSingle "Official" Voice原則など、世界的にみられる。
なお、通信が途絶するなどして気象庁の津波警報が利用できない場合に市町村長が行う津波警報は、気象業務法施行令第8条で“気象庁以外の者の行うことができる警報”とされ許容されている。また現地で確認した異変などに基づいて土地の管理者などが行う地象（がけ崩れなど）の警報は、緊急避難的なものとして許容されている。
洪水、土砂崩れ、高潮、津波、噴火、火山ガスについては、2023年の法改正後、各分野につき審査を受け許可された予報業務許可事業者による独自予想に基づいた予報が可能となっている（警報は引き続き不可）が、防災上の混乱を防ぐため、予報の利用者を「気象庁の警報・予報との違いを事前に説明した者」に限定している。

## 警報の補足
警報の発表後に特に警戒しなければならない状況が生じた場合に、警報を補足する気象情報が発表されることがある。例えば大雨警報や特別警報発表中に数年に1回程度しか生じないような猛烈な雨を観測した場合には記録的短時間大雨情報が発表され、発生しつつある災害への警戒が呼びかけられる。また土砂災害の危険性が高まっている場合、土砂災害警戒情報を発表し市町村単位で土砂災害への警戒を呼びかけることも行われている。
警報を発表するような気象があらかじめ予想される場合には早期注意情報（警報級の可能性）が発表される。主に当日夜や翌日、最大で5日後まで。タイムラインも参照。
警報・注意報の構成では発表文（注意警戒事項）とともに「今後の推移」の発表も2017年出水期から行われている。今後の危険度を、3時間ごと時系列表の形で、雨量・風速・波高などの値を 警報級・注意報級などの色分けと共に示す。概ね翌日までの予測期間以後は「以後も警報級」などと示される場合もあり、また予測の確かさが低い雷雨などでは、ある時間以降は灰色で不確定であることが示される場合もある。
水害（土砂災害・浸水・洪水）については、ホームページ等で地図上に危険度を5段階で示す危険度分布が提供されており、1km単位の細かい分布を確認できる。5段階のうち下から3段階目の赤色が「警戒」（警戒レベル3）、4段階目の紫色が「危険」（警戒レベル4）相当。

## 特定業務・用途のための警報

### 飛行場警報
2022年時点。原則として、発表時点から6時間後までの予報に基づいて発表する。
| 種類           | 説明                                                                                       | 注意報の有無 |          |
| 気象災害       | 気象災害                                                                                   | 気象災害     | 気象災害 |
| -------------- | ------------------------------------------------------------------------------------------ | ------------ | -------- |
| 飛行場強風警報 | 強風による重大な災害の警告。10分間平均風速34ノット以上48ノット未満の場合。                 | なし         |          |
| 飛行場暴風警報 | 暴風による重大な災害の警告。10分間平均風速48ノット以上の場合（台風警報除く）。             | なし         |          |
| 飛行場台風警報 | 熱帯低気圧の暴風による重大な災害の警告。熱帯低気圧により10分間平均風速64ノット以上の場合。 | なし         |          |
| 飛行場大雨警報 | 大雨による重大な災害の警告。基準は空港ごとに異なる。                                       | なし         |          |
| 飛行場大雪警報 | 大雪による重大な災害の警告。基準は空港ごとに異なる。                                       | なし         |          |
| 飛行場高潮警報 | 高潮による重大な災害の警告。基準は空港ごとに異なる。                                       | なし         |          |

航空交通管制も参照。

### 海上警報
2022年時点。原則として、発表時点から24時間後までの予報に基づいて発表する。警報電文では海域ごとの予報のほか、荒天の原因である温帯低気圧や熱帯低気圧（台風）の位置や進路、強風の範囲などを伝える。
| 種類                     | 種類                     | 説明 | 注意報の有無           |
| 気象災害                 | 気象災害                 | 気象災害 | 気象災害               |
| ------------------------ | ------------------------ | --- | ---------------------- |
| 一般警報                 | 海上風警報               | 風による重大な災害の警告。風速28ノット以上34ノット未満（風力7）の場合。                                                      | なし                   |
| 一般警報                 | 海上濃霧警報             | 霧による重大な災害の警告。海上視程がおおむね500m（瀬戸内海では1km）以下の場合。                                              | なし                   |
| 一般警報                 | 海上着氷警報             | 着氷による重大な災害の警告。低温と風により波しぶき、雨、霧が船体に付着し凍結する状態の場合。                                 | なし                   |
| 海上強風警報             | 海上強風警報             | 強風による重大な災害の警告。風速34ノット以上48ノット未満（風力8 - 9）の場合。台風では旧階級で「弱い」に相当する。            | なし                   |
| 海上暴風警報             | 海上暴風警報             | 暴風による重大な災害の警告。風速48ノット以上（風力10以上）の場合（台風警報除く）。台風では旧階級で「並みの強さ」に相当する。 | なし                   |
| 海上台風警報             | 海上台風警報             | 台風の暴風による重大な災害の警告。「強い」以上の台風により風速64ノット以上（風力12）の場合。                                 | なし                   |
| 海上うねり警報           | 海上うねり警報           | 離れた海域からのうねりによる重大な災害の警告。                                                                               | なし                   |
| 火山災害                 |                          | |                        |
| 火山現象に関する海上警報 | 火山現象に関する海上警報 | 火山噴火による重大な災害の警告。噴火の影響が海上や沿岸に及ぶ恐れがある場合に海域を指定して発表する。                         | なし                   |
| 津波災害                 |                          | |                        |
| 津波に関する海上警報     | 津波に関する海上警報     | 津波による重大な災害の警告。予報区や予想高さによる区分などは一般向けの津波警報と同じ。                                       | あり（津波注意報相当） |

航行警報（海上保安庁所管）も参照。

## 歴史
1883年（明治16年）3月1日に東京気象台（現在の気象庁）が日本の気象機関として暴風警報の業務を開始。なお、毎日の天気予報の開始はこの1年ほど後の1884年（明治17年）6月1日である。これ以降、大きな警報体系の変更としては1935年（昭和10年）の気象特報（現在の注意報）の新設、2013年（平成25年）の特別警報の新設が挙げられる。警報の種類は社会の要請、監視・予測技術の向上などにより数度に亘って変わってきた。当初は暴風のみ、1950年に暴風雨・暴風雪・大雨・大雪の4種、1953年に高潮、波浪、洪水が追加され7種、1988年に暴風雨が廃止・暴風に変更されて現在に至る。

### 明治から昭和前期
- 1883年3月1日 - 東京気象台（現在の気象庁）が毎日の天気図作成と暴風警報の業務を開始。5月26日には初めて全国暴風警報が発表。新聞記事によると関西では暴風に先だって連絡があり船の出航を見合わせることができたという[34][36][35]。
- 1883年7月1日 - 内務省地理局が暴風警報信号標式を制定。高い柱に赤球を掲げて警戒の旨を周知することとした[34]。
- 1908年（明治41年）4月1日 「天気予報暴風警報規定」、「地方天気予報、地方暴風警報信号標識」を制定。暴風警報は「風強かるべし」、「風雨強かるべし」、「暴風雨のおそれあり」の3種類に分けられる。
- 1935年（昭和10年）7月15日 - 暴風警報の下位に気象特報（現在の注意報）を設ける。前年9月の室戸台風の教訓を受け、地域によっては頻繁になりすぎて鈍感になる傾向があった警報をより警戒度の高い情報に位置付ける。暴風警報 は「暴風雨、暴風雪襲来し災害の大ならんとする見込みなるとき」。気象特報 は「風雨、風雪、大雨、大雪、その他特に注意を要する気象上の異常現象の起こらんとするとき」。電報や信号標についても改正。また全国10気象区をさらに小気象区に分ける[34][37][注 16]。
- 1950年（昭和25年） - 運輸省告示の気象予報規程およびその実施要領により、気象警報の種類として暴風雨、暴風雪、大雨、大雪を規定。なおこの頃のみ、中央気象台（現在の気象庁）が全国単位で発表する台風注意報、台風警戒報も存在した[38]。

なお、太平洋戦争の期間に敷かれた気象管制では全国で警報・特報を含む天気予報の公表が中止されたほか、日中戦争時にも中止された期間があった。ただし、特に甚大な被害が予想される場合は「特例暴風警報」を発表することとしていたものの、情報は限定的で十分ではなく、1942年（昭和17年）周防灘台風などでは被害を拡大させた。

### 気象業務法制定以降
- 1952年（昭和27年）12月27日 - 気象業務法施行。同法の体系下で翌1953年に運輸省告示の気象庁予報警報規程を制定。警報は「重大な災害が起こる恐れのある旨を警告して行う予報」と規定され、気象警報に高潮、波浪、洪水が追加。気象特報は気象注意報となる[34][38]。
- 1954年（昭和29年）8月15日 - 警報・注意報の基準に具体的な数値基準が導入される（気象官署予報業務細則の制定）[41][42]。
- 1955年（昭和30年） - 気象業務法・水防法改正により指定河川洪水予報を導入。当初の対象は一部の大河川のみ[43]。
- 1960年（昭和35年）7月 - 前年9月伊勢湾台風の教訓を受け、気象庁予報警報規程を改正。警報文の発表を警報ごと個別から一括・標題に警報名列挙へ、また予報区を府県から細分区域（現在の1次細分）へと細かくして変更した（発表は府県ごと）[34]。
- 1972年（昭和47年）6月 - 大雨警報の基準に1時間・3時間雨量が導入。短時間強雨による被害が目立った昭和42年7月豪雨の教訓から検討が進められていた[34][41]。
- 1979年（昭和54年）7月 - 大雨警報について警報名の後ろに1次細分区域名を括弧付きで明記するよう運用変更[34]。
- 1983年（昭和58年）8月 - 大雨警報を補完する記録的短時間大雨情報の創設、警報文の冒頭に防災上重要な事項を付記する「見出し的警告文」の開始[34]。
- 1987年（昭和62年）6月 - 二次細分区域単位での発表を開始。この区分は各府県で順次細かく改善されていき、2000年には214、この後分割が進み、2004年には364となった[34][41]。
- 1988年（昭和63年）4月1日 - 暴風雨警報を廃止し、新設の暴風警報と既存の大雨警報に移行。雨を伴う可能性のある暴風雨に対して暴風警報が発表されていたが、結果的に雨を伴わない場合があること、雨量予報の精度が向上したことから雨と風を分離して発表することとした[34][44]。
- 2000年（平成12年） - 前年の広島県の土砂災害を受けて、警報文の冒頭に「過去数年で最も土砂災害の起こる可能性が高くなっている」との見出しを付記して土砂災害への警戒を重ねて呼びかける大雨警報の切り替え運用を開始（切り替えの基準として土壌雨量指数を活用）。また2004年には鹿児島県水俣市の土石流災害を受けて表題に「重要変更！」と付記する運用を開始[41]。
- 2005年（平成17年）から2008年（平成20年） - 大雨警報の重要変更に代えて土砂災害警戒情報を各府県で順次開始[41]。
- 2007年（平成19年）12月 - 気象業務法改正により、地震動と火山現象の警報を気象庁の業務に位置付け。同年10月開始の緊急地震速報を警報等に位置付け。噴火警報・噴火予報・噴火警戒レベルの運用開始[45]。
- 2008年 - 大雨警報の基準に雨量と併せ土壌雨量指数を導入[41]。
- 2010年（平成22年）5月 - 警報・注意報の発表単位を市町村ごとに細分化。大雨警報の表題に「土砂災害」「浸水害」を付記する運用変更[45]。大雨警報の土砂災害基準を土壌雨量指数に一本化。洪水警報の基準を流域雨量指数に変更[18]。
- 2013年（平成25年）8月30日  - 警報の上位に特別警報を新設[34][45]。
- 2017年（平成29年） - 大雨警報の浸水害基準を表面雨量指数に変更[20]。

## その他
報道などにおいて「○○地方気象台が●●警報（注意報）を発令した」と表現されることがままあるが、正式には「発表」という表現が正しい。なお、災害対策基本法には「災害に関する予報又は警報の発令」が規定されており、これに基づき地方自治体が高齢者等避難や避難指示を発することは「発令」という。

## 日本以外の事例
日本以外の気象当局でも警報類に階級を設けていて、概念は同じではないが、日本の気象庁の「警報」に相当する主なものとして以下が挙げられる。
- アメリカ合衆国 - "Warning"：生命や財産を脅かす現象が発生していて、それが差し迫っているか、すでに近づきつつある場合に発表される。下位の情報として"Watch"、"Advisory"がある[47]。Severe weather terminology (United States)（英語版）も参照。

「警報」「注意報」のような2区分ではなく、日本でも導入された大雨等に関する警戒レベルや噴火警戒レベルのような警戒レベルを用いている地域もある。
- 中華人民共和国 - 警報・注意報の類として、3 - 5段階の警戒レベルにより区分した「预警信号」がある。地方により異なる。警報相当の区別は困難[48][49]。突発気象災害預警信号（中国語版）も参照。